# Casablanca (Album)
Casablanca ist das sechste Album der Berliner Gruppe City. Das Konzeptalbum wurde 1987 vom DDR-Plattenlabel Amiga veröffentlicht und gilt wegen seiner freizügigen Texte als Meilenstein der DDR-Rockgeschichte. In der Bundesrepublik Deutschland wurde es im selben Jahr als Casablanca ... oder gute Gründe veröffentlicht.

## Besetzung
City spielte das Album mit Sänger Toni Krahl, Gitarrist Fritz Puppel, Schlagzeuger und Perkussionist Klaus Selmke sowie Keyboarder und Hintergrundsänger Manfred Hennig ein. Gast bei Pfefferminzhimmel war Susanne, Krahls erste Tochter.
Die Kompositionen stammen fast ausschließlich von City. Casablanca und Gute Gründe wurden von City und dem als Schauspieler bekannten Henry Hübchen komponiert. Als Liedtexter sind die Pseudonyme Kuno Kleinfelt und Titti Flanell angegeben (das Berliner Autorenpaar Alfred Roesler & Scarlett Kleint), für Cinema Hall und z.B. Susann Friedrich S. Hayn (eine Verballhornung des Berliner Stadtteils Friedrichshain) und Titti Flanell und für Nachts in meinen Träumen Eckhard Mieder und City. Die Arrangements stammen von City. Als Produzenten waren Klaus Peter Albrecht und der damals in West-Berlin lebende US-amerikanische Musiker Tom Cunningham verantwortlich.

## Inhalt
Die Stücke auf Casablanca handeln von der Welt des Kinofilms und den damit zusammenhängenden Kindheits- und Jugenderinnerungen. Während der Titelsong auf ein fernes Land hinweist, handeln die übrigen Lieder vom Alltag in Ost-Berlin bzw. der DDR. Neben Casablanca werden Filmtitel wie Jenseits von Eden und Die Kraniche ziehen genannt. Die Musik wird bestimmt durch Krahls raue, expressive Stimme sowie den Einsatz elektronischer Musikinstrumente und – mit Abstrichen – der E-Gitarre. Das Schlagzeug hält sich oft im Hintergrund; ein Bassist gehörte damals nicht zu City. Fast alle Songs sind in Dur-Tonarten geschrieben und sind Midtempo-Nummern, die teilweise Elemente des Rock ’n’ Roll enthalten.
Cinema Hall erzählt von Kindheitserinnerungen an die Berliner Kinos während des Zweiten Weltkrieges. Der Titelsong ist der einzige Titel in Moll. Er spielt auf die Schlüsselszene des gleichnamigen Films an und verwendet am Beginn Originalaufnahmen aus dem Film As Time Goes By. In dem eher langsamen Lied Nachts in meinen Träumen berichtet der Sänger von seinen Träumen, in denen er nicht eingeengt ist. Während tagsüber viele Geräusche sein Leben bestimmen, nimmt er die Träume als Stille wahr. Pfefferminzhimmel schildert das Dasein einer Kinomitarbeiterin. Sie schaut Vom Winde verweht und träumt von einem Leben unter Palmen. Die Strophen werden als Sprechgesang vorgetragen. Der letzte Refrain wird mehrfach wiederholt. Dabei singt auch Susanne Krahl mit.
Noch ’n Bier ist ein Rock-’n’-Roll-Song, der das Leben der Durchschnittsbürger beschreibt, für die Konsum das Wichtigste ist. Immer wieder wird ein Bier darauf getrunken, am Schluss gar ein Korn. Die aktuelle Popmusik wird als „Yup-Dep-Musik“ verspottet. Das Lied z.B. Susann schildert das Leben im Ost-Berlin der Nachkriegszeit, als noch Fahrten zum „Wanzenkino“ am Rand von West-Berlin möglich waren. Der Sänger beschreibt den gegenwärtigen Blick auf West-Berlin, auf das ebenfalls der Refrain „In Berlin“ bezogen wird. Die Treffen der unkonventionellen Jugend am Ost-Berliner Dönhoffplatz – der 1975 seinen Namen verloren hatte – werden erwähnt, wo eine Liebe vom Frühling bis August dauerte – dieser Zeitraum bezieht sich auf den Prager Frühling 1968. Schließlich wird der danach eingezogene Wohlstand erwähnt und auf weitere Geschehnisse angespielt, unter anderem auf die Geburt von Susann.
In Wand an Wand besingt Toni Krahl sich und eine offensichtlich weibliche Person, die nur 20 Zentimeter von ihm entfernt in einer anderen Wohnung lebt. Er hört sie, aber die Geräusche „kommen wie aus einem anderen Land“. Um sich kennenzulernen, müssten sie „das Haus verlassen.“ Das Lied spielt offenbar auf die geteilte Stadt Berlin an. In Halb und Halb ist der Bezug zu Berlin namentlich genannt. Viele Dinge werden als halb beschrieben. Der Schluss wird von einem E-Gitarrensolo eingeleitet und lautet: „Im halben Land und der zerschnittenen Stadt, halbwegs zufrieden mit dem, was man hat. Halb und Halb.“ Schließlich wird im sparsam instrumentierten Lied Gute Gründe ein bürgerliches Spießerleben beschrieben. Jedoch wird darauf hingewiesen, dass sich am Rangierbahnhof ein Bretterzaun mit einem lockeren Brett befindet.

## Cover
Die Plattenhülle entspricht der Thematik des Albums. Man sieht eine Jalousie in Schwarz-Weiß und rechts das Stück einer Wand, an der ein buntes, aber abgerissenenes Bild einer Küste mit Palmen hängt. Außerdem ist das Logo von City links oben zu sehen sowie der Schriftzug „Casablanca“ im Stil der 1940er Jahre. Unten sind Titel und Längen der Stücke der A-Seite angegeben. Auf der Rückseite ist dieselbe Jalousie von außen zu sehen. Eine Hand wird durch die Jalousie gesteckt. Rechts stehen Angaben wie Preis, Komponisten, Texter, Besetzung, Produzenten und das Amiga-Impressum. Dazu sind Logo und Schriftzug sowie die Titel der B-Seite und deren Längen wie auf der Vorderseite angeordnet. Die Rückseite steht in Bezug zur Vorderseite auf dem Kopf.
Die Innenhülle enthält – ungewöhnlich für eine Amiga-LP – auf einer Seite alle Texte, auf der anderen ein Schwarz-Weiß-Foto der Band.
Die Ausgabe der Plattenfirma Teldec zeigt auf dem Cover links einen Kleiderständer mit Trenchcoat und Hut, die an Humphrey Bogart erinnern sollen. Von rechts oben ragen Palmenzweige ins Bild. Rechts unten steht ein kleines Filmplakat mit einem Foto, das Ingrid Bergman ähnlich sieht. Der Schriftzug enthält Band- und Albumnamen wie eine Laufschrift doppelt, der Hintergrund ist grau.

## Geschichte
Die Texte wurden von dem Amiga-Verantwortlichen René Büttner genehmigt, obwohl sie in der DDR tabuisierte Themen ansprachen. Im Rundfunk der DDR durften aber nur die Titel der ersten Seite gespielt werden, die übrigen Titel durften nicht einmal angespielt werden.
Toni Krahl durfte den Titel Halb und Halb auf einem FDJ-Festival in Anwesenheit des damaligen stellvertretenden Staatsratsvorsitzenden Egon Krenz nicht singen. Stattdessen las er den Text während des Konzertes ohne musikalische Begleitung vor, so dass sich seine Wirkung verstärkte. Auch in nachfolgenden Konzerten rezitierte Krahl den Text.
1987 erschienen in der Bundesrepublik Deutschland das Album als Casablanca ... oder gute Gründe sowie die Single Casablanca/Cinema Hall bei Pool, einer Marke der Teldec. 1992 erschien das Album als CD bei Ariola.

## Rezensionen
Für Wolfgang Martin war in Neues Leben Casablanca die „Nr. 1 des Monats“. Für ihn spielen die Songs (außer Casablanca) „in einer Realität und Gegenwart, die nun schon wieder 26 Jahre Geschichte hat“ – anspielend auf den Mauerbau 1961. Für ihn sei Casablanca „das Beste, was ich seit geraumer Zeit an deutschsprachigem Rock gehört habe“.
In der Folgeausgabe derselben Zeitschrift besprach Dr. Lothar Dungs das Album. Er lobte die geschaffene Atmosphäre der Kinowelt und machte „Sehnsucht“ als „Eckpfeiler der Texte“ aus. Einige Liedtexte seien „sehr ernst, ironisch bissig und auch etwas bitter“. Er lobte ebenfalls die produktionstechnische Qualität und stellte fest, dass zur Produktion des Albums „modernstes technisches Gerät“ verwendet worden war.

„Als Höhepunkt der Bandgeschichte ist ohne Zweifel die LP Casablanca anzusehen. 1986 vorbereitet und 1987 veröffentlicht, präsentieren sich City in absoluter Hochform.“

## Platzierungen und Ehrungen
In der DDR-Jahreshitparade 1987 wird das Lied Casablanca auf Platz 1 geführt, Pfefferminzhimmel auf Platz 21. 1988 erreichte Wand an Wand Platz 13.
Casablanca wurde 1987 in der DDR „LP des Jahres“. Im März 1988 erhielt City für das Album die „Goldene Amiga“.

## Titelliste (LP)

### A-Seite
1. Cinema Hall (4:14)
2. Casablanca (4:29)
3. Nachts in meinen Träumen (4:23)
4. Pfefferminzhimmel (4:41)

### B-Seite
1. Noch ’n Bier (3:35)
2. z.B. Susann (5:03)
3. Wand an Wand (3:23)
4. Halb und Halb (3:02)
5. Gute Gründe (3:17)